# Deelemania manensis
Deelemania manensis là một loài nhện trong họ Linyphiidae.
Loài này thuộc chi Deelemania. Deelemania manensis được Rudy Jocqué & Robert Bosmans miêu tả năm 1983.